# Ossining
Ossining és una població dels Estats Units a l'estat de Nova York. Segons el cens del 2000 tenia 24.010 habitants.

## Demografia
Segons el cens del 2000, Ossining tenia 24.010 habitants, 8.227 habitatges, i 5.339 famílies. La densitat de població era de 2.879 habitants per km².
Dels 8.227 habitatges en un 30,7% hi vivien nens de menys de 18 anys, en un 47% hi vivien parelles casades, en un 12,9% dones solteres, i en un 35,1% no eren unitats familiars. En el 28,9% dels habitatges hi vivien persones soles el 9,6% de les quals corresponia a persones de 65 anys o més que vivien soles. El nombre mitjà de persones vivint en cada habitatge era de 2,61 i el nombre mitjà de persones que vivien en cada família era de 3,17.
Per edats la població es repartia de la següent manera: un 20,7% tenia menys de 18 anys, un 8,3% entre 18 i 24, un 39,1% entre 25 i 44, un 20,9% de 45 a 60 i un 11% 65 anys o més.
L'edat mediana era de 36 anys. Per cada 100 dones de 18 o més anys hi havia 119,4 homes.
La renda mediana per habitatge era de 52.185 $ i la renda mediana per família de 60.179 $. Els homes tenien una renda mediana de 40.412 $ mentre que les dones 36.975 $. La renda per capita de la població era de 25.036 $. Entorn del 7,6% de les famílies i el 10,6% de la població estaven per davall del llindar de pobresa.